# Oktonar
Ein Oktonar (lateinisch octonarius ‚achtteilig‘) ist in der Verslehre ein aus acht Versfüßen bestehendes Versmaß. In metrischer Formelnotation wird der Oktonar durch die hochgestellte Zahl 8 nach der Abkürzung des Versfußes gekennzeichnet.
Weitgehend synonym ist auch die (seltene) Bezeichnung Oktapodie (altgriechisch ὀκτάπους ‚achtfüßig‘), wobei die Bezeichnung Oktonar eher im Bereich der lateinischen Dichtung, die Bezeichnung Oktapodie eher im Bereich der griechischen Dichtung verwendet wird.
Beispiele für Oktonar in der lateinischen Dichtung sind:
- Jambischer Oktonar (ja8):

×—ˌ×—ˌ×—ˌ◡◠ ‖ ×—ˌ×—ˌ×—ˌ◡◠
- Trochäischer Oktonar (tr8), ebenfalls mit Zäsur nach dem vierten Fuß:

—◡ˌ—×ˌ—◡ˌ—◠ ‖ —◡ˌ—×ˌ—◡ˌ—◠
- Anapästischer Oktonar (an8) bzw. anapästischer Tetrameter:

◡◡—ˌ◡◡—ˌ◡◡—ˌ◡◡◠ ‖ ◡◡—ˌ◡◡—ˌ◡◡—ˌ◡◡◠
Bei monopodischen Versfüßen, bei denen der Versfuß dem Metron entspricht, wäre Oktonar und Oktapodie im Prinzip das gleiche wie ein Oktameter, also ein aus acht Metren bestehendes Versmaß. Wegen der resultierenden übermäßigen Länge (ein daktylischer Oktameter könnte bis zu 24 Silben lang sein) sind solche Verse aber sehr selten.
Bei den dipodischen Versfüßen Jambus, Trochäus und Anapäst, bei denen ein Metron aus zwei Versfüßen besteht, entspricht der Oktonar dem Tetrameter, insbesondere:
- Katalektischer trochäischer Tetrameter (trqc)

—◡—×ˌ—◡—×ˌ—◡—×ˌ—◡—